# Betafo
Pour les articles homonymes, voir District de Betafo.
Betafo (ou Bétafo en français) est une commune urbaine malgache, située dans la partie centrale de la région de Vakinankaratra. C'est le chef-lieu du district de Betafo.

## Géographie
Betafo se trouve à 22 kilomètres de la ville thermale d'Antsirabe sur la route de Morondava.

## Religion
Betafo fut le siège d'une préfecture apostolique catholique créée le 15 mai 1913, érigée en vicariat apostolique le 24 août 1918. Ce siège fut transféré à Antsirabe le 10 janvier 1921.
À Betafo, fut construite la première église luthérienne fondée par les missionnaires norvégiens.

## Économie
Outre l'agriculture, basée essentiellement sur la riziculture pratiquée en paliers, la région de Betafo est riche en minéraux : londonite, tourmaline, phénakite, liddicoatite, ferrocolumbite, manganotantalite et autres.

## Sites remarquables
- Le lac de Tatamarina, à un kilomètre au nord.
- Les chutes d’Antafofo, hautes de 20 mètres.
- Les thermes de Betafo à 3 km à l'ouest de la ville.

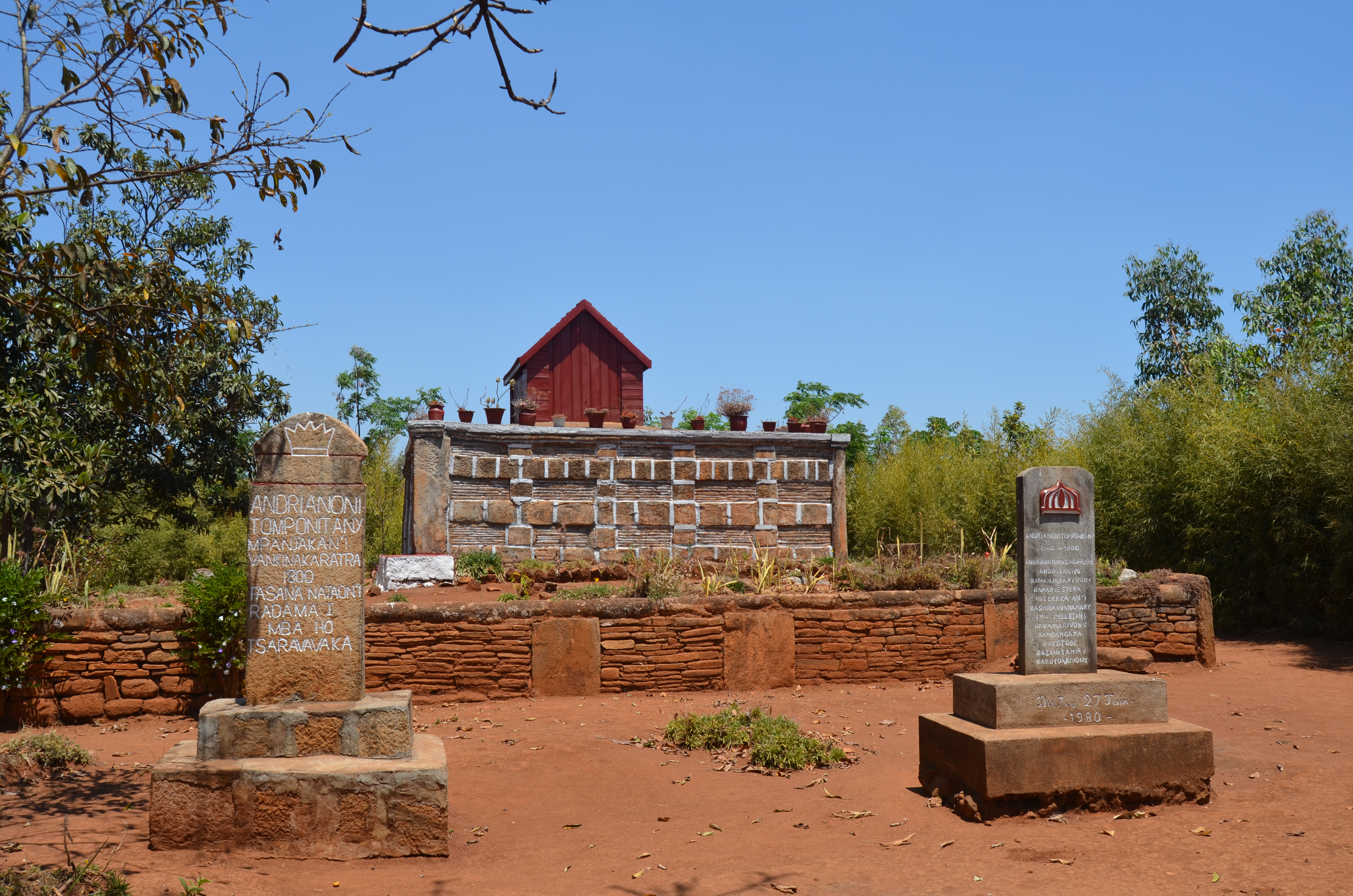
Le « tombeau des rois ».
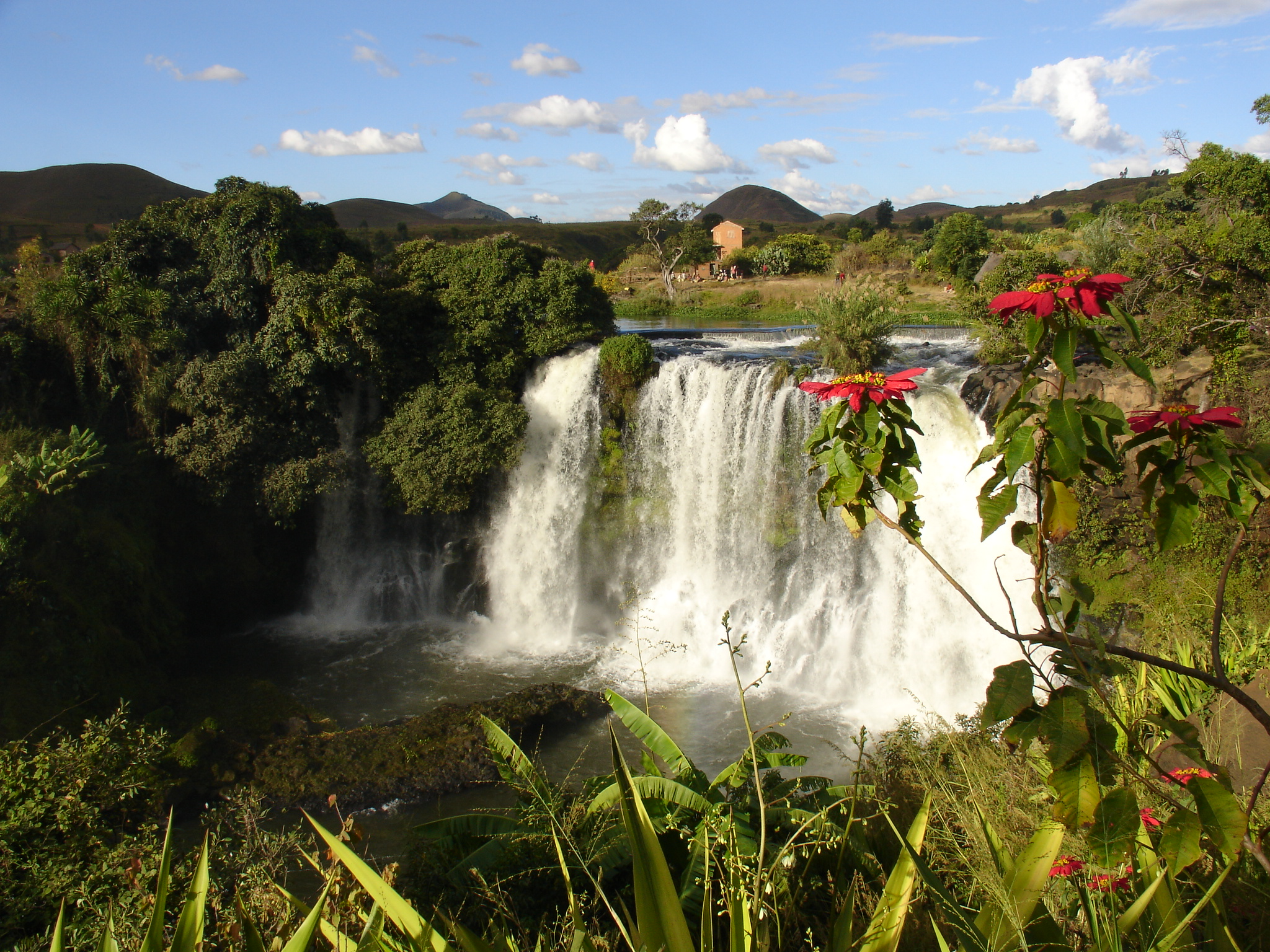
La cascade d'Antafofo.
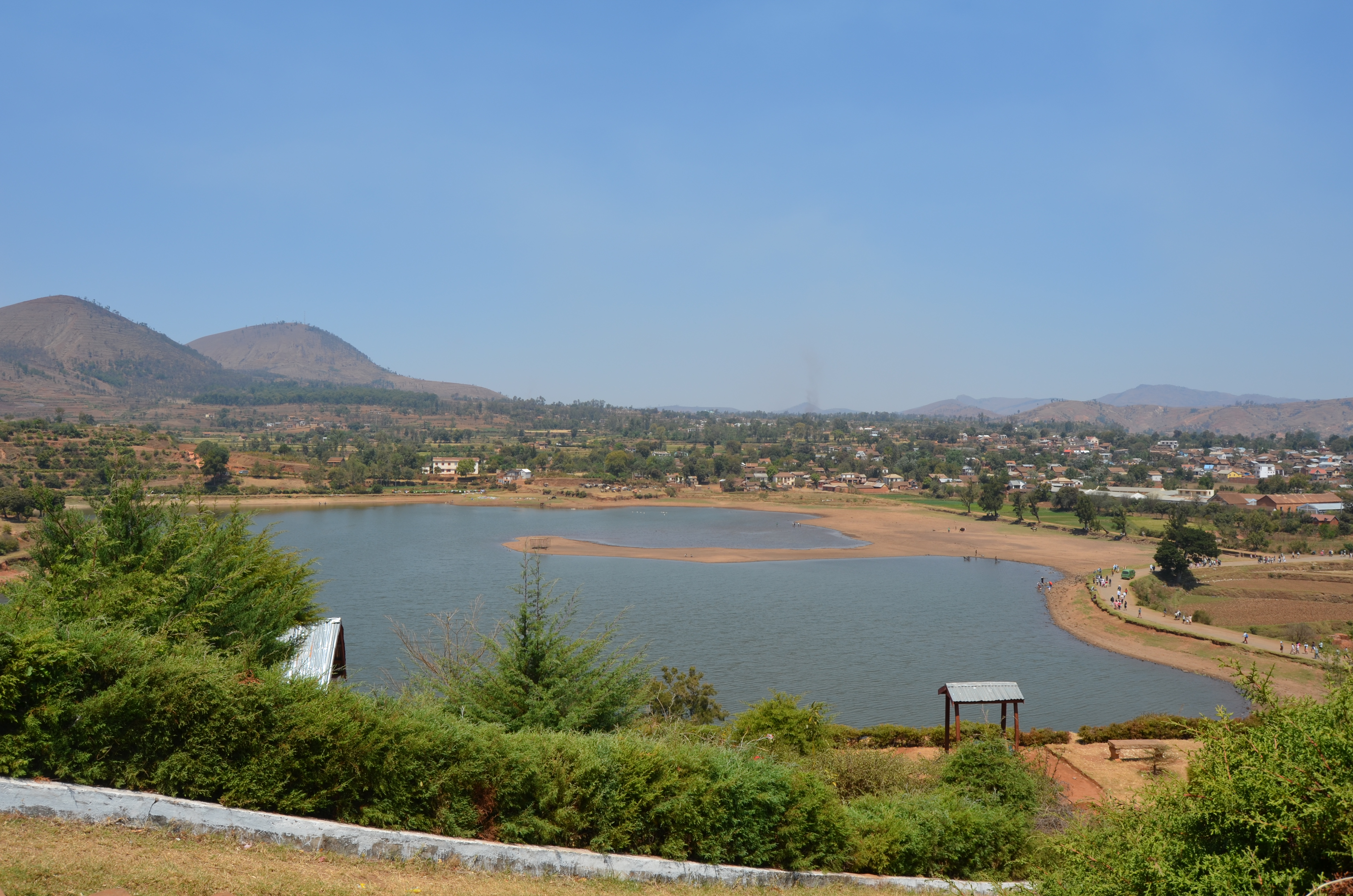
Le lac de Tatamarina.

- Le « tombeau des rois ».
- La cascade d'Antafofo.
- Le lac de Tatamarina.